# Sum 41/Diskografie
Diese Diskografie ist eine Übersicht über die musikalischen Werke der kanadischen Punk-Band Sum 41. Den Quellenangaben zufolge hat sie bisher mehr als 15 Millionen Tonträger verkauft, davon alleine in ihrer Heimat über 710.000. Ihre erfolgreichste Veröffentlichung ist die Single In Too Deep mit mehr als 3,5 Millionen verkauften Einheiten.

## Alben

### Studioalben
| Jahr | Titel Musiklabel                              | Höchstplatzierung, Gesamtwochen, AuszeichnungChartplatzierungen (Jahr, Titel, Musiklabel, Platzierungen, Wochen, Auszeichnungen, Anmerkungen) | Höchstplatzierung, Gesamtwochen, AuszeichnungChartplatzierungen (Jahr, Titel, Musiklabel, Platzierungen, Wochen, Auszeichnungen, Anmerkungen) | Höchstplatzierung, Gesamtwochen, AuszeichnungChartplatzierungen (Jahr, Titel, Musiklabel, Platzierungen, Wochen, Auszeichnungen, Anmerkungen) | Höchstplatzierung, Gesamtwochen, AuszeichnungChartplatzierungen (Jahr, Titel, Musiklabel, Platzierungen, Wochen, Auszeichnungen, Anmerkungen) | Höchstplatzierung, Gesamtwochen, AuszeichnungChartplatzierungen (Jahr, Titel, Musiklabel, Platzierungen, Wochen, Auszeichnungen, Anmerkungen) | Höchstplatzierung, Gesamtwochen, AuszeichnungChartplatzierungen (Jahr, Titel, Musiklabel, Platzierungen, Wochen, Auszeichnungen, Anmerkungen) | Anmerkungen                                                   |
| Jahr | Titel Musiklabel                              | DE | AT | CH | UK | US | CA | Anmerkungen                                                   |
| ---- | --------------------------------------------- | --- | --- | --- | --- | --- | --- | ------------------------------------------------------------- |
| 2001 | All Killer No Filler Island Records (UMG)     | DE29 (16 Wo.)DE | AT19 (16 Wo.)AT | CH39 (30 Wo.)CH | UK7 ×2Doppelplatin · (46 Wo.)UK | US13 Platin · (49 Wo.)US | CA9 ×3Dreifachplatin · (2 Wo.)CA | Erstveröffentlichung: 8. Mai 2001 Verkäufe: + 2.035.000       |
| 2002 | Does This Look Infected? Island Records (UMG) | DE58 (9 Wo.)DE | AT49 (10 Wo.)AT | CH17 Gold · (17 Wo.)CH | UK39 Gold · (9 Wo.)UK | US32 Gold · (27 Wo.)US | CA8 Platin · (2 Wo.)CA | Erstveröffentlichung: 25. November 2002 Verkäufe: + 1.020.000 |
| 2004 | Chuck Island Records (UMG)                    | DE32 (2 Wo.)DE | AT35 (4 Wo.)AT | CH14 (6 Wo.)CH | UK59 Silber · (1 Wo.)UK | US10 Gold · (26 Wo.)US | CA2 ×2Doppelplatin · (3 Wo.)CA | Erstveröffentlichung: 4. Oktober 2004 Verkäufe: + 860.000     |
| 2007 | Underclass Hero Island Records (UMG)          | DE10 (6 Wo.)DE | AT8 (9 Wo.)AT | CH9 (9 Wo.)CH | UK46 (3 Wo.)UK | US7 (9 Wo.)US | CA1 Gold · (2 Wo.)CA | Erstveröffentlichung: 18. Juli 2007 Verkäufe: + 150.000       |
| 2011 | Screaming Bloody Murder Island Records (UMG)  | DE23 (5 Wo.)DE | AT23 (3 Wo.)AT | CH21 (5 Wo.)CH | UK66 (1 Wo.)UK | US31 (2 Wo.)US | CA9 (1 Wo.)CA | Erstveröffentlichung: 25. März 2011                           |
| 2016 | 13 Voices Hopeless Records (Soulfood)         | DE9 (2 Wo.)DE | AT13 (2 Wo.)AT | CH14 (3 Wo.)CH | UK16 (2 Wo.)UK | US22 (1 Wo.)US | CA6 (3 Wo.)CA | Erstveröffentlichung: 7. Oktober 2016                         |
| 2019 | Order in Decline Hopeless Records (Soulfood)  | DE9 (3 Wo.)DE | AT11 (3 Wo.)AT | CH7 (4 Wo.)CH | UK29 (1 Wo.)UK | US60 (1 Wo.)US | CA13 (1 Wo.)CA | Erstveröffentlichung: 19. Juli 2019                           |
| 2024 | Heaven :X: Hell Hopeless Records (Soulfood)   | DE4 (2 Wo.)DE | AT3 (3 Wo.)AT | CH3 (2 Wo.)CH | UK26 (1 Wo.)UK | US108 (1 Wo.)US | — | Erstveröffentlichung: 29. März 2024                           |

### Livealben
| Jahr | Titel Musiklabel                                                             | Anmerkungen                             |
| ---- | ---------------------------------------------------------------------------- | --------------------------------------- |
| 2005 | Go Chuck Yourself auch bekannt als: Happy Live Surprise Island Records (UMG) | Erstveröffentlichung: 21. Dezember 2005 |
| 2011 | Live at the House of Blues Island Records (UMG)                              | Erstveröffentlichung: 16. August 2011   |

### Kompilationen
| Jahr | Titel Musiklabel | Höchstplatzierung, Gesamtwochen, AuszeichnungChartplatzierungen (Jahr, Titel, Musiklabel, Platzierungen, Wochen, Auszeichnungen, Anmerkungen) | Höchstplatzierung, Gesamtwochen, AuszeichnungChartplatzierungen (Jahr, Titel, Musiklabel, Platzierungen, Wochen, Auszeichnungen, Anmerkungen) | Höchstplatzierung, Gesamtwochen, AuszeichnungChartplatzierungen (Jahr, Titel, Musiklabel, Platzierungen, Wochen, Auszeichnungen, Anmerkungen) | Höchstplatzierung, Gesamtwochen, AuszeichnungChartplatzierungen (Jahr, Titel, Musiklabel, Platzierungen, Wochen, Auszeichnungen, Anmerkungen) | Höchstplatzierung, Gesamtwochen, AuszeichnungChartplatzierungen (Jahr, Titel, Musiklabel, Platzierungen, Wochen, Auszeichnungen, Anmerkungen) | Höchstplatzierung, Gesamtwochen, AuszeichnungChartplatzierungen (Jahr, Titel, Musiklabel, Platzierungen, Wochen, Auszeichnungen, Anmerkungen) | Anmerkungen                                                 |
| Jahr | Titel Musiklabel | DE | AT | CH | UK | US | CA | Anmerkungen                                                 |
| ---- | --- | --- | --- | --- | --- | --- | --- | ----------------------------------------------------------- |
| 2008 | All the Good Shit – 14 Solid Gold Hits auch bekannt als: 8 Years of Blood, Sake, and Tears 2000–2008 Island Records (UMG) | — | — | — | UK— GoldUK | US154 (1 Wo.)US | — | Erstveröffentlichung: 26. November 2008 Verkäufe: + 200.000 |

### EPs
| Jahr | Titel Musiklabel                                     | Höchstplatzierung, Gesamtwochen, AuszeichnungChartplatzierungen (Jahr, Titel, Musiklabel, Platzierungen, Wochen, Auszeichnungen, Anmerkungen) | Höchstplatzierung, Gesamtwochen, AuszeichnungChartplatzierungen (Jahr, Titel, Musiklabel, Platzierungen, Wochen, Auszeichnungen, Anmerkungen) | Höchstplatzierung, Gesamtwochen, AuszeichnungChartplatzierungen (Jahr, Titel, Musiklabel, Platzierungen, Wochen, Auszeichnungen, Anmerkungen) | Höchstplatzierung, Gesamtwochen, AuszeichnungChartplatzierungen (Jahr, Titel, Musiklabel, Platzierungen, Wochen, Auszeichnungen, Anmerkungen) | Höchstplatzierung, Gesamtwochen, AuszeichnungChartplatzierungen (Jahr, Titel, Musiklabel, Platzierungen, Wochen, Auszeichnungen, Anmerkungen) | Höchstplatzierung, Gesamtwochen, AuszeichnungChartplatzierungen (Jahr, Titel, Musiklabel, Platzierungen, Wochen, Auszeichnungen, Anmerkungen) | Anmerkungen                                                       |
| Jahr | Titel Musiklabel                                     | DE | AT | CH | UK | US | CA | Anmerkungen                                                       |
| ---- | ---------------------------------------------------- | --- | --- | --- | --- | --- | --- | ----------------------------------------------------------------- |
| 2000 | Half Hour of Power Island Records (UMG)              | — | — | — | UK— SilberUK | US176 (1 Wo.)US | CA— GoldCA | Erstveröffentlichung: 27. Juni 2000 Verkäufe: + 110.000           |
| 2002 | Motivation EP Aquarius Records (Capitol)             | — | — | — | — | — | — | Erstveröffentlichung: 12. März 2002                               |
| 2003 | Does This Look Infected Too? Island Records (UMG)    | — | — | — | — | — | — | Erstveröffentlichung: 27. Januar 2003                             |
| 2016 | 13 Voices B-Sides Hopeless Records (Soulfood)        | — | — | — | — | — | — | Erstveröffentlichung: 7. Oktober 2016                             |
| 2019 | Order in Decline B‐Sides Hopeless Records (Soulfood) | — | — | — | — | — | — | Erstveröffentlichung: 19. Juli 2019                               |
| 2019 | Paste Studio NYC Hopeless Records (Soulfood)         | — | — | — | — | — | — | Erstveröffentlichung: 28. Oktober 2019                            |
| 2020 | Sum 41 Universal Music (UMG)                         | — | — | — | — | — | — | Erstveröffentlichung: 9. Oktober 2020 Verkäufe: 2.020 (limitiert) |

## Singles

### Als Leadmusiker
| Jahr | Titel Album                                             | Höchstplatzierung, Gesamtwochen, AuszeichnungChartplatzierungen (Jahr, Titel, Album, Platzierungen, Wochen, Auszeichnungen, Anmerkungen) | Höchstplatzierung, Gesamtwochen, AuszeichnungChartplatzierungen (Jahr, Titel, Album, Platzierungen, Wochen, Auszeichnungen, Anmerkungen) | Höchstplatzierung, Gesamtwochen, AuszeichnungChartplatzierungen (Jahr, Titel, Album, Platzierungen, Wochen, Auszeichnungen, Anmerkungen) | Höchstplatzierung, Gesamtwochen, AuszeichnungChartplatzierungen (Jahr, Titel, Album, Platzierungen, Wochen, Auszeichnungen, Anmerkungen) | Höchstplatzierung, Gesamtwochen, AuszeichnungChartplatzierungen (Jahr, Titel, Album, Platzierungen, Wochen, Auszeichnungen, Anmerkungen) | Höchstplatzierung, Gesamtwochen, AuszeichnungChartplatzierungen (Jahr, Titel, Album, Platzierungen, Wochen, Auszeichnungen, Anmerkungen) | Anmerkungen                                                   |
| Jahr | Titel Album                                             | DE | AT | CH | UK | US | CA | Anmerkungen                                                   |
| ---- | ------------------------------------------------------- | --- | --- | --- | --- | --- | --- | ------------------------------------------------------------- |
| 2000 | Makes No Difference Half Hour of Power                  | — | — | — | — | — | — | Erstveröffentlichung: 12. Juni 2000                           |
| 2001 | Fat Lip All Killer No Filler                            | DE42 (11 Wo.)DE | AT21 (12 Wo.)AT | CH51 (11 Wo.)CH | UK8 Platin · (9 Wo.)UK | US66 ×2Doppelplatin · (12 Wo.)US | — | Erstveröffentlichung: 20. August 2001 Verkäufe: + 2.600.000   |
| 2001 | In Too Deep All Killer No Filler                        | DE69 Gold · (7 Wo.)DE | AT52 (5 Wo.)AT | CH87 (8 Wo.)CH | UK13 ×2Doppelplatin · (15 Wo.)UK | US— ×2DoppelplatinUS | — | Erstveröffentlichung: 26. November 2001 Verkäufe: + 3.560.000 |
| 2002 | Motivation All Killer No Filler                         | — | — | — | UK21 (8 Wo.)UK | — | — | Erstveröffentlichung: 11. März 2002                           |
| 2002 | Handle This All Killer No Filler                        | — | — | — | — | — | — | Erstveröffentlichung: 17. Juni 2002                           |
| 2002 | It’s What We’re All About Half Hour of Power            | DE91 (2 Wo.)DE | — | CH43 (14 Wo.)CH | UK32 (3 Wo.)UK | — | — | Erstveröffentlichung: 17. Juni 2002                           |
| 2002 | Still Waiting Does This Look Infected?                  | DE90 Gold · (1 Wo.)DE | — | CH97 (1 Wo.)CH | UK16 Gold · (7 Wo.)UK | US— PlatinUS | — | Erstveröffentlichung: 18. November 2002 Verkäufe: + 1.880.000 |
| 2003 | The Hell Song Does This Look Infected?                  | — | — | — | UK35 Silber · (5 Wo.)UK | US— GoldUS | — | Erstveröffentlichung: 10. Februar 2003 Verkäufe: + 750.000    |
| 2003 | Over My Head (Better Off Dead) Does This Look Infected? | — | — | — | — | — | — | Erstveröffentlichung: 23. Juni 2003                           |
| 2004 | We’re All to Blame Chuck                                | — | — | — | — | — | — | Erstveröffentlichung: 31. August 2004                         |
| 2005 | Pieces Chuck                                            | DE84 (5 Wo.)DE | — | — | — | US— GoldUS | — | Erstveröffentlichung: 4. Juli 2005 Verkäufe: + 550.000        |
| 2007 | March of the Dogs Underclass Hero                       | — | — | — | — | — | — | Erstveröffentlichung: 30. April 2007                          |
| 2007 | Underclass Hero                                         | DE76 (2 Wo.)DE | — | — | — | — | CA41 (3 Wo.)CA | Erstveröffentlichung: 10. Juli 2007                           |
| 2007 | Walking Disaster Underclass Hero                        | — | — | — | — | — | — | Erstveröffentlichung: 9. November 2007                        |
| 2008 | With Me Underclass Hero                                 | — | — | — | — | US— GoldUS | CA35 (8 Wo.)CA | Erstveröffentlichung: 28. Februar 2008 Verkäufe: + 550.000    |
| 2011 | Screaming Bloody Murder                                 | — | — | — | — | — | CA69 (1 Wo.)CA | Erstveröffentlichung: 8. Februar 2011                         |
| 2011 | Baby You Don’t Wanna Know Screaming Bloody Murder       | — | — | — | — | — | — | Erstveröffentlichung: 15. Juni 2011                           |
| 2012 | Blood in My Eyes Screaming Bloody Murder                | — | — | — | — | — | — | Erstveröffentlichung: 10. September 2012                      |
| 2016 | Fake My Own Death 13 Voices                             | — | — | — | — | — | — | Erstveröffentlichung: 29. Juni 2016                           |
| 2016 | War 13 Voices                                           | — | — | — | — | — | — | Erstveröffentlichung: 25. August 2016                         |
| 2019 | Out for Blood Order in Decline                          | — | — | — | — | — | — | Erstveröffentlichung: 24. April 2019                          |
| 2019 | A Death in the Family Order in Decline                  | — | — | — | — | — | — | Erstveröffentlichung: 11. Juni 2019                           |
| 2019 | Never There Order in Decline                            | — | — | — | — | — | — | Erstveröffentlichung: 18. Juni 2019                           |
| 2019 | 45 (A Matter of Time) Order in Decline                  | — | — | — | — | — | — | Erstveröffentlichung: 8. Juli 2019                            |
| 2019 | The New Sensation Order in Decline                      | — | — | — | — | — | — | Erstveröffentlichung: 19. Juli 2019                           |
| 2021 | Catching Fire Order in Decline                          | — | — | — | — | — | — | Erstveröffentlichung: 28. Mai 2021 feat. nothing, nowhere.    |
| 2023 | Landmines Heaven :X: Hell                               | — | — | — | — | — | CA47 (1 Wo.)CA | Erstveröffentlichung: 27. September 2023                      |
| 2023 | Rise Up Heaven :X: Hell                                 | — | — | — | — | — | — | Erstveröffentlichung: 12. Dezember 2023                       |
| 2024 | Waiting on a Twist of Fate Heaven :X: Hell              | — | — | — | — | — | — | Erstveröffentlichung: 22. Februar 2024                        |

### Als Gastmusiker
| Jahr | Titel Album                   | Anmerkungen                                      |
| ---- | ----------------------------- | ------------------------------------------------ |
| 2003 | Little Know It All Skull Ring | Erstveröffentlichung: 2003 Iggy Pop feat. Sum 41 |

## Videoalben und Musikvideos

### Videoalben
| Jahr | Titel Musiklabel                                  | Höchstplatzierung, Gesamtwochen, AuszeichnungChartplatzierungen (Jahr, Titel, Musiklabel, Platzierungen, Wochen, Auszeichnungen, Anmerkungen) | Höchstplatzierung, Gesamtwochen, AuszeichnungChartplatzierungen (Jahr, Titel, Musiklabel, Platzierungen, Wochen, Auszeichnungen, Anmerkungen) | Höchstplatzierung, Gesamtwochen, AuszeichnungChartplatzierungen (Jahr, Titel, Musiklabel, Platzierungen, Wochen, Auszeichnungen, Anmerkungen) | Höchstplatzierung, Gesamtwochen, AuszeichnungChartplatzierungen (Jahr, Titel, Musiklabel, Platzierungen, Wochen, Auszeichnungen, Anmerkungen) | Höchstplatzierung, Gesamtwochen, AuszeichnungChartplatzierungen (Jahr, Titel, Musiklabel, Platzierungen, Wochen, Auszeichnungen, Anmerkungen) | Höchstplatzierung, Gesamtwochen, AuszeichnungChartplatzierungen (Jahr, Titel, Musiklabel, Platzierungen, Wochen, Auszeichnungen, Anmerkungen) | Anmerkungen                                                |
| Jahr | Titel Musiklabel                                  | DE | AT | CH | UK | US | CA | Anmerkungen                                                |
| ---- | ------------------------------------------------- | --- | --- | --- | --- | --- | --- | ---------------------------------------------------------- |
| 2001 | Introduction to Destruction Island Records        | — | — | — | UK3 (5 Wo.)UK | — | CA— GoldCA | Erstveröffentlichung: 2001 Verkäufe: + 5.000               |
| 2003 | Sake Bombs and Happy Endings Island Records (UMG) | — | — | — | — | — | CA— GoldCA | Erstveröffentlichung: 15. September 2003 Verkäufe: + 5.000 |
| 2005 | Rocked: Sum 41 in Congo War Child (WC)            | — | — | — | — | — | — | Erstveröffentlichung: 6. Dezember 2005                     |
| 2008 | DeeVeeDee Island Records                          | — | — | — | — | — | — | Erstveröffentlichung: März 2008                            |

### Musikvideos
| Jahr | Titel                          | Regie                     |
| ---- | ------------------------------ | ------------------------- |
| 2000 | Makes No Difference            | Bradley Walsh             |
| 2001 | Fat Lip                        | Marc Klasfeld             |
| 2001 | Pain for Pleasure              | Marc Klasfeld             |
| 2001 | In Too Deep                    | Marc Klasfeld             |
| 2002 | Motivation                     | Super America             |
| 2002 | What We’re All About           | Marc Klasfeld             |
| 2002 | Still Waiting                  | Marc Klasfeld             |
| 2002 | The Hell Song                  | Marc Klasfeld             |
| 2003 | Over My Head (Better Off Dead) | Chris Hafner              |
| 2003 | Little Know It All             | Mike Piscitelli           |
| 2003 | The Hell Song                  | Marc Klasfeld             |
| 2003 | Still Waiting                  | Marc Klasfeld             |
| 2004 | We’re All to Blame             | Marc Klasfeld             |
| 2004 | Pieces                         | Brett Simon               |
| 2005 | Some Say                       | Sean Michael Turrell      |
| 2007 | Underclass Hero                | Steve Jocz, Marc Klasfeld |
| 2007 | Walking Disaster               | Stephen Penta             |
| 2008 | With Me                        | Steve Jocz                |
| 2011 | Baby, You Don’t Wanna Know     |                           |
| 2012 | Blood in My Eyes               | Michael Maxxis            |
| 2016 | Fake My Own Death              | Marc Klasfeld             |
| 2016 | War                            | Djay Brawner              |
| 2016 | God Save Us All (Death to Pop) | Blake Higgins             |
| 2017 | Goddamn I’m Dead Again         | Marc Klasfeld             |
| 2019 | Never There                    | John Asher                |
| 2019 | Out for Blood                  | Lee Levin                 |
| 2019 | A Death in the Family          | Dale Resteghini           |
| 2019 | 45 (A Matter of Time)          | Lewis Cater               |
| 2021 | Catching Fire                  | John Asher                |
| 2023 | Landmines                      | John Asher                |
| 2023 | Rise Up                        | John Asher                |
| 2024 | Waiting on a Twist of Fate     | Ravi Dhar                 |
| 2024 | Dopamine                       | Ravi Dhar                 |
| 2025 | Radio Silence                  | Ravi Dhar                 |

## Promoveröffentlichungen
| Jahr | Titel Album                                   | Anmerkungen                                                                       |
| ---- | --------------------------------------------- | --------------------------------------------------------------------------------- |
| 2001 | Unwritten Christmas Santa Clause 2 (O.S.T.)   | Erstveröffentlichung: 2001 Neuauflage: 23. November 2018 (RSD); mit Unwritten Law |
| 2005 | Some Say Chuck                                | Erstveröffentlichung: Februar 2005                                                |
| 2005 | No Reason Chuck                               | Erstveröffentlichung: Februar 2005                                                |
| 2008 | Always All the Good Shit – 14 Solid Gold Hits | Erstveröffentlichung: 2008                                                        |

## Sonderveröffentlichungen

### Alben
| Jahr | Titel Musiklabel                    | Anmerkungen                                                          |
| ---- | ----------------------------------- | -------------------------------------------------------------------- |
| 2005 | Chuck Acoustic Island Records (UMG) | Erstveröffentlichung: 16. Februar 2005 Teil von Chuck (Tour Edition) |

| Jahr | Titel Musiklabel                         | Anmerkungen                                            |
| ---- | ---------------------------------------- | ------------------------------------------------------ |
| 1998 | Rock Out with Your Cock Out Selbstverlag | Erstveröffentlichung: 1998 Vertrieb nur nach Konzerten |

| Jahr | Titel Musiklabel                 | Anmerkungen                                                     |
| ---- | -------------------------------- | --------------------------------------------------------------- |
| 2014 | 5 Album Set Island Records (UMG) | Erstveröffentlichung: 30. Mai 2014 Teil der „5-Album-Set“-Reihe |

### Lieder
| Jahr | Titel Album                     | Anmerkungen                                                    |
| ---- | ------------------------------- | -------------------------------------------------------------- |
| 2003 | Little Know It All Skull Ring   | Erstveröffentlichung: 26. September 2003 Iggy Pop feat. Sum 41 |
| 2022 | Shooting Star Last Day on Earth | Erstveröffentlichung: 8. April 2022 SK8 feat. Sum 41           |

| Jahr | Titel Interpretation | Anmerkungen                |
| ---- | -------------------- | -------------------------- |
| 2005 | Get Back Ludacris    | Erstveröffentlichung: 2005 |

| Jahr | Titel Album                                   | Anmerkungen                                          |
| ---- | --------------------------------------------- | ---------------------------------------------------- |
| 2004 | Moron Rock Against Bush, Vol. 1               | Erstveröffentlichung: 20. April 2004                 |
| 2005 | Killer Queen Killer Queen: A Tribute to Queen | Erstveröffentlichung: 9. August 2005 Original: Queen |

| Jahr | Titel Soundtrack                                                   | Anmerkungen                                              |
| ---- | ------------------------------------------------------------------ | -------------------------------------------------------- |
| 2001 | Fat Lip American Pie 2                                             | Erstveröffentlichung: 31. Juli 2001                      |
| 2001 | Makes No Difference Summer Catch                                   | Erstveröffentlichung: 21. August 2001                    |
| 2001 | Summer Tony Hawk’s Pro Skater 3                                    | Erstveröffentlichung: 16. Oktober 2001                   |
| 2001 | Makes No Difference Eis kalt                                       | Erstveröffentlichung: 20. November 2001                  |
| 2002 | Rock You Fubar                                                     | Erstveröffentlichung: 2002 mit Unwritten Law             |
| 2002 | It’s What We’re All About Spider-Man                               | Erstveröffentlichung: 30. April 2002                     |
| 2002 | Unwritten Christmas Santa Clause 2 – Eine noch schönere Bescherung | Erstveröffentlichung: 5. November 2002 mit Unwritten Law |
| 2003 | The Hell Song American Pie – Jetzt wird geheiratet                 | Erstveröffentlichung: 22. Juli 2003                      |
| 2004 | Open Your Eyes Road Party                                          | Erstveröffentlichung: 2004                               |
| 2005 | Noots Fantastic Four                                               | Erstveröffentlichung: 5. Juli 2005                       |

### Videoalben
| Jahr | Titel Musiklabel                                       | Anmerkungen                                                                                          |
| ---- | ------------------------------------------------------ | --- |
| 2002 | Cross the T’s and Gouge Your I’s Island Records (UMG)  | Erstveröffentlichung: 25. November 2002 Teil von Does This Look Infected? (Deluxe Edition)           |
| 2008 | The Making of ‘Underclass Hero’ Island Records (UMG)   | Erstveröffentlichung: 26. März 2008 Teil von Underclass Hero (Japanese Tour Edition)                 |
| 2009 | 8 Years of Blood, Sake, and Tears Island Records (UMG) | Erstveröffentlichung: 17. März 2009 Teil von All the Good Shit – 14 Solid Gold Hits (Deluxe Edition) |
| 2011 | Japan EPK 2002 Island Records (UMG)                    | Erstveröffentlichung: 6. April 2011 Teil von All Killer No Filler (10th Anniversary Collection)      |

## Statistik

### Chartauswertung
|                     | DE    | AT    | CH    | UK    | US     | CA    |
| ------------------- | ----- | ----- | ----- | ----- | ------ | ----- |
| Nummer-eins-Alben   | DE—DE | AT—AT | CH—CH | UK—UK | US—US  | CA1CA |
| Top-10-Alben        | DE4DE | AT2AT | CH3CH | UK1UK | US2US  | CA6CA |
| Alben in den Charts | DE8DE | AT8AT | CH8CH | UK8UK | US10US | CA7CA |

|                       | DE    | AT    | CH    | UK    | US    | CA    |
| --------------------- | ----- | ----- | ----- | ----- | ----- | ----- |
| Nummer-eins-Singles   | DE—DE | AT—AT | CH—CH | UK—UK | US—US | CA—CA |
| Top-10-Singles        | DE—DE | AT—AT | CH—CH | UK1UK | US—US | CA—CA |
| Singles in den Charts | DE6DE | AT2AT | CH4CH | UK6UK | US1US | CA4CA |

|                          | DE    | AT    | CH    | UK    | US    | CA    |
| ------------------------ | ----- | ----- | ----- | ----- | ----- | ----- |
| Nummer-eins-Videoalben   | DE—DE | AT—AT | CH—CH | UK—UK | US—US | CA—CA |
| Top-10-Videoalben        | DE—DE | AT—AT | CH—CH | UK1UK | US—US | CA—CA |
| Videoalben in den Charts | DE—DE | AT—AT | CH—CH | UK1UK | US—US | CA—CA |

### Auszeichnungen für Musikverkäufe
| Goldene Schallplatte - Australien - 2003: für das Album All Killer No Filler - Frankreich - 2003: für das Album Does This Look Infected? - Italien - 2021: für die Single In Too Deep - 2023: für die Single Pieces - 2024: für die Single The Hell Song - 2024: für die Single With Me - Japan - 2002: für das Album All Killer No Filler - 2004: für das Album Chuck - 2007: für das Album Underclass Hero - 2011: für das Album 8 Years of Blood, Sake and Tears - 2019: für die Single Still Waiting (Digital) - Spanien - 2024: für die Single Still Waiting - 2025: für die Single In Too Deep | Platin-Schallplatte - Italien - 2024: für die Single Still Waiting - Japan - 2003: für das Album Does This Look Infected? |

Anmerkung: Auszeichnungen in Ländern aus den Charttabellen bzw. Chartboxen sind in ebendiesen zu finden.
| Land/RegionAuszeichnungen für Musikverkäufe (Land/Region, Auszeichnungen, Verkäufe, Quellen) | Silber     | Gold       | Platin       | Verkäufe  | Quellen             |
| -------------------------------------------------------------------------------------------- | ---------- | ---------- | ------------ | --------- | ------------------- |
| Australien (ARIA)                                                                            | —          | Gold1      | —            | 35.000    | aria.com.au         |
| Deutschland (BVMI)                                                                           | —          | 2× Gold2   | —            | 550.000   | musikindustrie.de   |
| Frankreich (SNEP)                                                                            | —          | Gold1      | —            | 100.000   | snepmusique.com     |
| Italien (FIMI)                                                                               | —          | 4× Gold4   | Platin1      | 285.000   | fimi.it             |
| Japan (RIAJ)                                                                                 | —          | 5× Gold5   | Platin1      | 700.000   | riaj.or.jp JP2      |
| Kanada (MC)                                                                                  | —          | 4× Gold4   | 6× Platin6   | 710.000   | musiccanada.com     |
| Schweiz (IFPI)                                                                               | —          | Gold1      | —            | 20.000    | hitparade.ch        |
| Spanien (Promusicae)                                                                         | —          | 2× Gold2   | —            | 60.000    | elportaldemusica.es |
| Vereinigte Staaten (RIAA)                                                                    | —          | 5× Gold5   | 6× Platin6   | 8.500.000 | riaa.com            |
| Vereinigtes Königreich (BPI)                                                                 | 3× Silber3 | 3× Gold3   | 5× Platin5   | 3.460.000 | bpi.co.uk           |
| Insgesamt                                                                                    | 3× Silber3 | 28× Gold28 | 19× Platin19 |           |                     |